# Volcán Barva
El volcán Barva es un volcán ubicado en Costa Rica, en la Cordillera Volcánica Central, 22 km al norte de San José, en la provincia de Heredia, y a una altitud de 2.906 metros sobre el nivel del mar, lo que lo hace el tercer volcán más alto de Costa Rica, detrás del volcán Irazú (3.432 m s. n. m.) y el volcán Turrialba (3.340 m s. n. m.). Su cono está coronado por un cráter de abruptas paredes, cubierto de vegetación exuberante, y cuyo fondo se encuentra ocupado por una laguna de forma casi circular, llamada laguna del Barva, de 8 metros de profundidad y 70 metros de diámetro, y que mantiene una temperatura entre 10 y 18.oC. Junto a la laguna del Barva existen otras dos lagunas: la laguna Danta, también de origen cratérico, y la laguna Copey, de origen pantanoso. La superficie del volcán Barva abarca 1.120 a 1.500 km², lo que lo hace el volcán más grande de América Central en cuanto a su extensión.
El volcán tiene una docena de puntos de erupción en el cráter. Posee un perfil de tres promontorios volcánicos observables desde el Valle Central, por lo que también recibe el nombre de «Las Tres Marías», sin embargo, ninguna de estas tres cumbres se corresponde realmente con el cono que aloja la laguna del Barva. No obstante de su inactividad, posee en su faldas actividad fumarólica y presencia de fuentes termales.
Se encuentra ubicado en el límite oeste del parque nacional Braulio Carrillo, área protegida a la que pertenece, dentro del Área de conservación Central, que es parte de la Reserva de la Biósfera de Costa Rica. Al ser un volcán inactivo, existe una gran variedad de vegetación propia del bosque nuboso, donde destacan epífitas, helechos arborescentes, robles, árboles estranguladores, escalonias, bromelias, además de más de 100 especies de plantas entre árboles, arbustos, orquídeas, líquenes, sellaginelas y musgos. Con respecto a la fauna, se han observado hasta 80 especies de aves, entre ellas el quetzal, cinco especies de colibríes, siete especies de reinitas, etc, debido a que el volcán Barva es un lugar importante para las migraciones altitudinales y latitudinales. También hay unas 20 especies de mamíferos, la mayoría de hábitos nocturnos, algunos de ellos de gran tamaño como dantas, saínos, jaguares y coyotes, así como monos capuchinos en el área de la laguna Copey. El volcán Barva es uno de los últimos reductos de vegetación silvestre de tierras altas en la Cordillera Volcánica Central, además de que posee importantes mantos acuíferos y es sitio de origen de ríos y quebradas que suministran agua potable al Gran Área Metropolitana de Costa Rica.
Sus faldas fueron habitadas desde tiempos precolombinos por aborígenes huetares y botos, que dieron lugar a distintas leyendas, sobre todo referentes al origen de su famosa laguna. En la actualidad, en su contorno se realizan gran cantidad de actividades económicas de tipo agropecuario, además de ser importante destino turístico. A sus pies se levantan las ciudades de Barva y Heredia.

## Toponimia
Hay varias teorías acerca del origen de la palabra «Barva» (o su variante «Barba») para denominar a este volcán y a la población que se extiende en sus faldas. A la llegada de los españoles a Costa Rica, en el siglo XVI, los territorios del volcán Barva se encontraban dentro del llamado Reino Huetar de Occidente, gobernado por el rey Garabito. Uno de los principales de este rey fue Barvac (también Barbac, Barbak o Barvak), que gobernó una población indígena ubicada a los pies del volcán. Se sabe existía un poblado indígena en Barva en 1575, presumiblemente de los indígenas botos, que fue visitado por Antonio Álvarez Pereyra, capitán del gobernador Perafán de Ribera en 1568.
La mayoría de los historiadores están de acuerdo en que la palabra Barva es una españolización de una voz indígena huetar. Existen varias teorías al respecto del significado y origen de los términos «Barva» y «Barba». La primera indica que la variante Barva podría provenir de dos palabras de origen huetar: Bal (pueblo)y wac (oso hormiguero), Balwac, por lo que Barva significaría «Pueblo del Oso Hormiguero». La otra variante, Barba, tiene dos hipótesis: la primera, que viene de las palabras huetares bar o bur (abeja) y ba o bac (tribu), Barbac, es decir, «Tribu de las Abejas». La segunda hipótesis habla de que la tribu huetar de Barvak se había establecido en un lugar al que llamaron «Tlapallan» o bien «Tla pallapan», palabra de origen nahua que significa «en el río negro u oscuro», y que en lengua huetar es «Tabaraba» o «Abaraba», que los españoles cambiaron por Barba. Por decreto ejecutivo, la grafía correcta es Barva, aunque por mucho tiempo se utilizó también Barba.

## Aspectos físicos

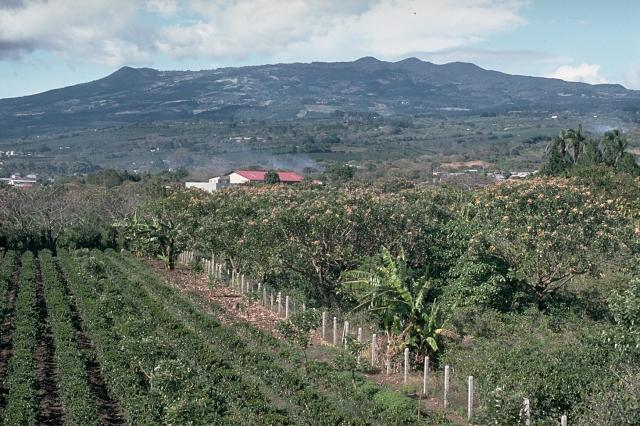
Vista de la Cordillera Volcánica Central. A la derecha, pueden observarse Las Tres Marías. A la izquierda, el cerro Guararí.

Es el volcán más grande de Costa Rica en extensión (≥ 1100 km²) y volumen, con laderas de suave pendiente, inferiores a los 15.º en el sector Caribe, por lo que se le clasifica como un escudo andesítico o estratovolcán en broquel. Posee una decena de conos y cráteres en su cumbre, dentro de varias estructuras caldéricas de avalancha y una caldera mayor de colapso ignimbrítico. Varios conos satelitales y cráteres se presentan sobre sus flancos norte y sur.
El Barva está formado por un escudo andesítico complejo cuya evolución inició hace un millón de años. Este escudo presenta una docena de focos eruptivos en su cima, y varios focos parásitos en las laderas. De sus tres cimas, la central y la noroeste están formadas por cuatro conos desarrollados luego de la formación de una estructura caldérica de 3 km de ancho por 2 km de ancho, cuyos restos forman Las Tres Marías. El cono mejor conservado y con cráter es la laguna Danta (2.580 m s. n. m.). Todos estos conos están formados por grandes deslizamientos volcánicos, uno de los cuales represó las aguas y pudo dar origen a la laguna Copey, de 40 m de diámetro y profundidad desconocida, que corresponde a un sector pantanoso. Las bases de los conos de las lagunas Barva y Danta están fuertemente afectados por alteración hidrotermal, que convirtió los materiales volcánicos en minerales arcillosos y sulfurosos. Cerca de un sitio conocido como Bajo Minas, y en la naciente del río General puede observarse la actividad fumarólica y la presencia de fuentes termales, como las que se encuentran en Porrosatí de Barva.
La cima suroeste está coronada por cuatro conos volcánicos, de los cuales, uno de ellos (2.480 m s. n. m.) presenta un cráter de abruptas paredes cubierto de vegetación exuberante, donde se encuentra la laguna del Barva, de forma casi circular, de 70 m de longitud y 8.6 m de profundidad. El cono de la laguna del Barva parece ser el de formación más reciente. Al oeste de esta laguna se encuentra el cerro Guararí (2.599 m s. n. m.), también llamado Concordia o Pico del Inglés (ya que el inglés John Hale se estableció allí en 1826). El nombre indígena de este cerro es Cuerizí, y en la época precolombina fue un sitio sagrado para huetares y botos, al que se le llamó Chibuzú («la montaña del dios»). El Guararí es un cono secundario adosado al macizo del Barva, que algunas veces es confundido con el Poás o con la misma cima del Barva. Al este de la laguna se presenta otro borde caldérico de 1.250 m de diámetro que contiene 2 o 3 cráteres.
Al norte del Barva se ubica un abanico volcánico de lavas donde se pueden observar varios focos eruptivos, de los cuales los mejores definidos son el cono La Legua (2.381 m s. n. m.) y el cono Río Volcán (1.620 m s. n. m.), mientras los otros dos, llamados Río Pozo (1.245 m s. n. m.) y Pozo Azul (1.040 m s. n. m.), están pobremente definidos.
En el flanco sureño de la montaña hay cinco conos menores, de los cuales el más conocido es el monte La Cruz, Redondo o Las Lagunas. Es un pequeño cono de origen piroclástico, en cuya parte superior hay una pequeña laguna. En este sector también hay numerosas coladas de lava. La más grande, llamada colada Los Ángeles, es una de las efusiones más recientes del coloso y se extiende hasta la ciudad de Heredia.
En cuanto a su petrografía, las lavas del Barva están formadas por andesitas piroxénicas, andesitas basálticas, basaltos de olivino y dacitas. Los cerros Zurquí son los restos erosionados de Paleo-Barva, sobre los cuales se edificaron los conos más recientes del Barva.

## Actividad volcánica
La actividad histórica para este volcán es imprecisa, no obstante es considerado como uno de los volcanes más explosivos de la Cordillera Volcánica Central, pues con base en su tefroestratigrafía al menos se han producido dos explosiones plinianas en los últimos 10 000 años; la más reciente de éstas fue hace aproximadamente 3 000 años. Posterior a ello hubo 3 o 4 erupciones estrombolianas-vulcanianas.
El volcán no ha presentado actividad desde tiempos coloniales. Se han reportado erupciones alrededor del año 1760, pero posteriores visitas no mostraron evidencia de tal erupción. En 1861, el médico y naturalista alemán Alexander von Frantzius describió los estragos sobre el río Itiquís de una supuesta erupción del Barva en 1770 o 1776, pero estudios posteriores realizados por el geólogo Henri Pittier en 1889 relacionaron dichos eventos con un sismo ocurrido el 15 de febrero de 1772, sin encontrar rastros de erupción. Otra exploración realizada por Karl Hoffman Brehmer en 1855 tampoco encontró rastros de actividad pasada, a la vez que describió a la laguna del Barva con características similares a las actuales. De acuerdo al catálogo Mundial de la Asociación 
Vulcanológica, el volcán Barva habría estado activo en 1867; sin embargo esto último parece haber correspondido a una serie de deslizamientos y no a una erupción.
Estos informes sugieren que el volcán Barva no ha visto actividad eruptiva en tiempos históricos. No obstante, la presencia de piroclastos sanos al noreste de la laguna del Barva, de apariencia reciente, parecen sugerir cierta actividad hace por lo menos unos 5000 años. De igual manera, en las estribaciones al norte del volcán, en el cerro Camaquire (2280 m s. n. m.) existe actividad de tipo residual (solfataras y fuentes termales), así como la presencia de fuentes termales en cerro Gongolona y en Porrosatí de Barva (Huacalillo). A pesar de todo esto, los estudios más recientes ubican los periodos explosivos y efusivos más importantes hace más de 13 000 años, con una última erupción hace unos 6.050 años.

## Peligro volcánico
Según la Red Sismológica Nacional de Costa Rica, se le considera un «volcán dormido» tipo 1.a, de alerta blanca en el «Semáforo Volcánico» aplicado por dicha institución, que tuvo actividad en el Holoceno pero está inactivo en la actualidad, al menos por el momento. Basándose en la actividad de los últimos 10 000 años, su peligro estaría circunscrito a unos kilómetros alrededor de sus cráteres principales, aproximadamente hasta San José de la Montaña. También existe la remota posibilidad de la formación de un nuevo cono o de cráteres satelitales sobre sus flancos norte o sur, o incluso su cima. Cuenta con una estación sismológica y se le realizan visitas de control rutinario.

## Recursos naturales
El volcán Barva se encuentra incluido dentro del parque nacional Braulio Carrillo, que pertenece al Área de conservación Central. El Braulio Carrillo es el parque más extenso dentro de la zona central de Costa Rica y posee una riqueza natural en la que existen más de 6.000 especies de plantas, que representan la mitad de las especies de todo el país.

### Flora

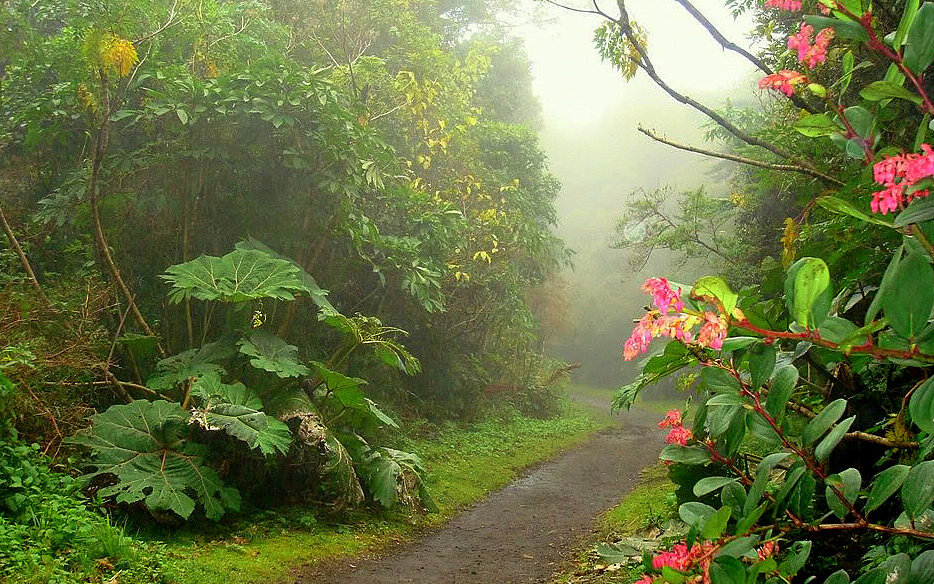
El volcán Barva forma parte del parque nacional Braulio Carrillo. Se caracteriza por su bosque nuboso.

La flora es característica del bosque nuboso, encontrándose especies como el cipresillo, el candelillo, el roble blanco y el cedrillo. Destaca el aguacatillo, básico en la alimentación del quetzal. La zona del volcán cuenta con más de 100 especies de plantas, destacándose gran variedad de epífitas que incluyen musgos, líquenes, orquídeas, helechos y bromelias.
La vegetación natural originaria está comprendida mayormente por un bosque latifoliado siempre verde de gran espesura, densidad, altura y complejidad florística. La flora presenta gran cantidad de tallos verticales. Los árboles presentan copas de hasta 20 m de diámetro, además de troncos con medianas a pequeñas copas. Algunos ofrecen poco ramaje y pobre forma. Son especies importantes Guetarda poasana, Zinowiewia interrégima, Cornus disciflora, Hieorima poasana y Conostegia pittieri. Puede observarse un predominio de lianas y enredaderas sobre las palmas, helechos y árboles helechos.
Existe un segundo estrato de vegetación compuesto por hierbas, helechos y musgos, destacándose una pesada capa de musgo en todas las superficies, que produce en los troncos y tallos un color verde oscuro dominante, lo que le da al bosque un aspecto de «laberinto verde», sobre el que abundan las epífitas y bromeliáceas.
En las cercanías de la cima, los troncos son deformados a causa de la acción del viento, de aspecto achatado, con la presencia de una enorme cantidad de epífitas y otras plantas herbáceas o arbustivas, debido al exceso de humedad atmosférica y la reducida evaporación.

### Fauna
Los árboles son el hogar de más de 80 especies de aves, entre ellas, el quetzal, colibríes, reinitas, el pájaro campana, etc. En el caso particular del quetzal, considerado especie casi amenazada por la UICN, la subespecie Pharomachrus mocinno costaricensis se distribuye desde el extremo sur de Nicaragua hasta el oeste de Panamá, y se considera un ave migratoria altitudinal, que habita en bosques montanos muy húmedos con abundante vegetación epífita, que alberguen árboles con frutas de la familia de las lauráceas, como los aguacatillos (Persea sp), Nectandras y Ocotea, y se ha determinado que, en Costa Rica, estos periodos migratorios coinciden con la escasez de estas frutas, mientras que su periodo reproductivo lo hace con la fructificación de las lauráceas. En el volcán Barva, se alimentan principalmente de Ocotea pittieri, Ocotea whitei, Prunus cornifolia, Nectandra cofudontisii y Cornus disciflora. En el sector del volcán Barva es posible avistar quetzales en mayor abundancia entre los meses de julio a octubre.
Los bosques del volcán Barva sirven de hábitat a 20 especies de mamíferos como monos carablanca - sobre todo en los alrededores de la laguna Copey,- cacomistles, dantas, coyotes, jaguares y saínos. 
Entre los anfibios, destaca el sapo Bufo holdridgei, que es endémico. Esta especie se creyó extinta hasta que en 2010 fueron observados 31 ejemplares en edad juvenil y 9 adultos sobre plantas y helechos pequeños en los alrededores del volcán Barva, según el Informe del Grupo de Especialistas en Conservación y Reproducción de Mesoamérica (CBSG, por sus siglas en inglés). Otra especie destacada es Isthmohyla picadoi, o rana arborícola del volcán Barva, considerada también amenazada por la UICN, debido a la pérdida de su hábitat por la deforestación.

### Recursos hídricos
El base del Barva es una importante fuente subterránea de acuíferos, como los tres que se ubican en su falda sur (Barva, Colima Superior y Colima Inferior) que abastecen de agua potable tanto al Gran Área Metropolitana del Valle Central como a otras regiones del país. Esto lo hace también, a nivel superficial, ser sitio de gran cantidad de nacientes de quebradas y ríos. En el macizo del volcán Barva nacen los ríos General, Segundo y Ciruelas.
En el macizo volcánico se infiltran grandes cantidades de agua de lluvia que recorren largas distancias. Estas aguas dan vida a Ojo de Agua, Echeverría y Río Segundo, entre otros. En sus faldas se encuentran también manantiales como Huacalillo, de gran importancia por sus aguas termales; Birrí, Chagos y Quebrada Honda.

## Mitos y leyendas
El paisaje volcánico de Costa Rica cumple un papel destacado en el acervo cultural de este país en particular y de América Central en general. Las regiones aledañas a los volcanes Poás y Barva han sido habitadas desde épocas precolombinas por grupos indígenas como los huetares y los botos, que consideraban a estos volcanes como montañas sagradas. Este folclor de origen indígena ha mantenido vivas leyendas acerca de sacrificios de niños y doncellas en las cumbres de estos volcanes, como la leyenda del rualdo, que narra el sacrificio de una princesa de los botos para calmar la furia del volcán Poás. Estos pueblos  asignaban a ambos volcanes el topónimo de «Chibuzú», nombre de aparente origen cabécar. En la lengua cabécar, el sufijo «zu» (más propiamente, «tzu») se utiliza para definir una montaña, mientras que «Chibu» - que parece provenir de «shibö», tábano - hace referencia a Sibú, máxima deidad de algunas tribus amerindias de Costa Rica y que, según la mitología talamanqueña, nació en una montaña y tenía la capacidad de transformarse en diferentes animales. Chibuzú, entonces, significaría «montaña del dios», o más propiamente, «montaña de Sibú».
En el caso del Barva, la temática de las leyendas se centra en el origen de su laguna principal. Una de las más conocidas habla del sacrificio de niños por parte de una tribu indígena local en la laguna del Barva, para calmar el hambre de una mítica serpiente, cuya imagen, traída por los calpixquis, embajadores del tlatoani azteca, es dejada como ofrenda en la cima del Barva, y es la causa ulterior de la formación de la laguna. Destaca en esta leyenda la presencia de elementos de origen mexica, como el sacrificio de niños, la presencia de los calpixquis y, por supuesto, la serpiente, identificada como el dios Quetzalcóatl. Estos elementos son reflejo de la influencia que tuvieron las culturas mesoamericanas sobre algunas tribus tribus amerindias de Costa Rica, como los botos, que habitaron en las cercanías del Poás y Barva, dentro de la llamada Área Intermedia. Nótese también, como una curiosidad de esta leyenda, la presencia del dios Quetzalcóalt es un sitio que en la actualidad se considera un santuario para la conservación del quetzal.
Otra leyenda de origen colonial habla de la existencia de un fabuloso tesoro indígena en la laguna del Barva, que dos conquistadores españoles encuentran. Uno de ellos muere mientras hace prometer al otro que usará el tesoro para construir una ermita a la Virgen del Pilar, pero el otro, pensando en quedarse el tesoro para sí, da varios rodeos por el bosque hasta que se da cuenta de que no puede salir de la montaña. Sumáse la aparición de una mujer - que se identifica así misma como Pilar,- que llora por las promesas incumplidas, tanto, que sus lágrimas terminan formando la laguna en el cráter del volcán, lo que le cuesta la vida al segundo hombre, mientras le promete en vano construir la iglesia. El corolario de la leyenda es la aparición, por las noches y en medio de la laguna, de una iglesia consagrada a la Virgen del Pilar. En esta leyenda también puede verse la relación directa que se hace del Barva con la presencia de una divinidad, en este caso, la Virgen del Pilar.

## Turismo

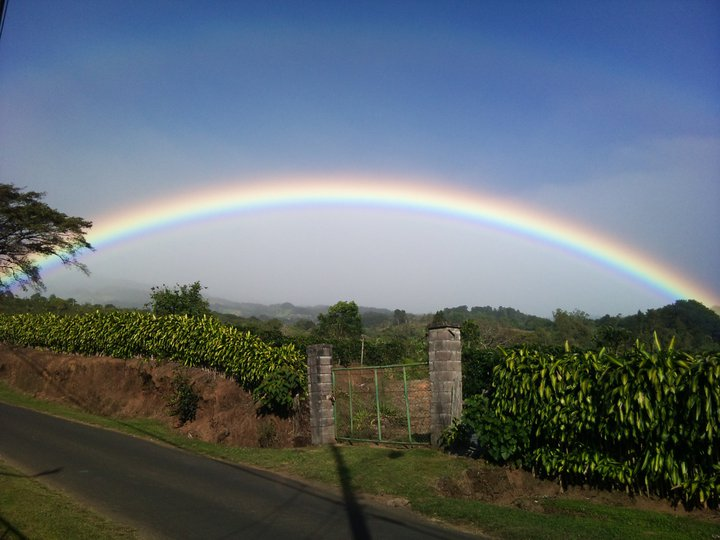
Vista del paisaje desde la carretera que accede al volcán Barva.

Se accesa al volcán Barva por la carretera Heredia-Barva-San José de la Montaña-Porrosatí, la cual está pavimentada, excepto en los últimos tres kilómetros, que son de lastre y solo se pueden cruzar en vehículos de doble tracción o caminando. Tomando como referencia la capital San José, son 35 km.
El ascenso al volcán Barva, ubicado a cuatro kilómetros del poblado de Sacramento, en Barva de Heredia, ofrece a los visitantes un recorrido enmarcado en profundas vistas panorámicas del Valle Central, potreros, lecherías y aire de campo. Por el camino se puede comer en diversos restaurantes y sodas, así como comprar queso de manufactura artesanal. Desde el pequeño pueblo de Sacramento se debe caminar sobre un camino de lastre hasta la entrada del parque nacional Braulio Carrillo-Sector Volcán Barva. A partir del puesto de guardaparques, el camino hasta la laguna se interna en un bosque nuboso de formas caprichosas y musgos de tonalidades intensas cargados de humedad. Este sendero hasta la laguna del Barva le permite, al viajero desviarse en un recodo del camino y visitar también la laguna Copey. A partir de la caseta de ingreso, son 3 km a pie hasta la laguna del Barva y otros 2 km hasta la laguna Copey. 
El sector volcán Barva presenta cuatro senderos:
- Cacho de Venado: de 1.890 m, se recorre en 1 hora y 40 minutos, ida y regreso. Para caminatas guiadas y observación de aves.

- Mirador Vara Blanca: 900 m desde el sendero principal, se recorre en 50 minutos. Vista escénica.

- Cráter Laguna Volcán: 3 km (2 horas ida y vuelta). Se puede observar la laguna del Barva.

- Laguna Copey: 5 km (3 horas ida y vuelta). Este es un sendero recomendado para expertos en senderismo y caminantes fuertes. Lleva hasta la laguna Copey.

La visita al volcán Barva puede hacerse en solo un día y disfrutar de la vista del bosque o visitar el mirador y contemplar la belleza del paisaje. También se puede acampar en alguno de los sitios destinados para hacerlo y almorzar en algunos de los ranchos ubicados en el camino hasta la laguna. Es normal que haga frío y fuerte viento, así que es recomendable llevar capa, abrigo, gorro, guantes y bufanda.